# Ornebius rufonigrus
Ornebius rufonigrus is een rechtvleugelig insect uit de familie Mogoplistidae. De wetenschappelijke naam van deze soort is voor het eerst geldig gepubliceerd in 1987 door Ingrisch.